# Friedrich Boie
Friedrich Boie, fratello di Heinrich Boie (Meldorf, 4 giugno 1789 – Kiel, 3 marzo 1870), è stato uno scienziato tedesco.

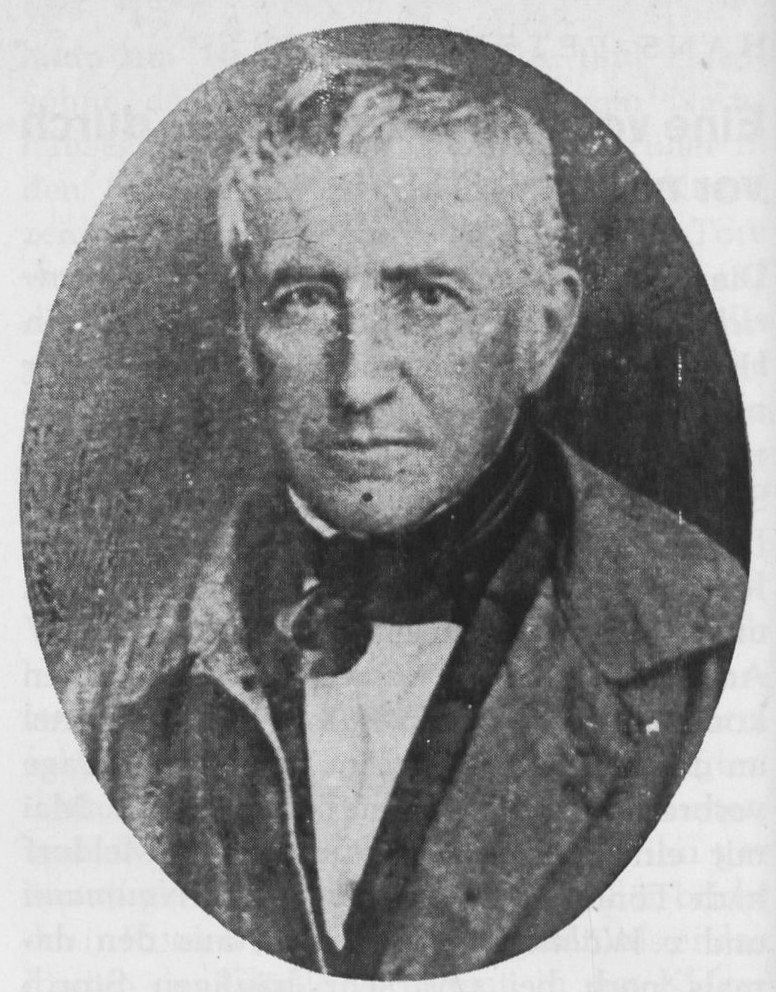

Boie fu l'autore di Bemerkungen über Merrem's Versuch eines Systems der Amphibien, uno studio apparso sull'Isis di Lorenz Oken nel 1827.